# Feliks Aleksander Lipski
Feliks Aleksander Lipski herbu Łada (zm. w sierpniu 1702 w Studziannej koło Opoczna albo 26 września 1702 roku w Kaliszu) – wojewoda kaliski w latach 1699–1702, kasztelan sieradzki w latach 1692–1699, starosta bełski w 1702 roku, starosta inowłodzki w 1683, rawski, rzeczycki, stanisławowski, polski dyplomata i urzędnik.

## Życiorys
Po zerwanym sejmie konwokacyjnym 1696 roku przystąpił 28 września 1696 roku do konfederacji generalnej. 5 lipca 1697 roku podpisał w Warszawie obwieszczenie do poparcia wolnej elekcji, które zwoływało szlachtę na zjazd w obronie naruszonych praw Rzeczypospolitej. Był uczestnikiem rokoszu łowickiego z 1697 roku.
W styczniu 1702 roku podpisał akt pacyfikacji Wielkiego Księstwa Litewskiego. Przewodził w 1702 poselstwu wysłanego przez radę Senatu RP do króla Szwecji Karola XII, który najechał na terytorium Rzeczypospolitej. Lipski proponował mediację między Saksonią (będącej w unii personalnej z Rzecząpospolitą) a Szwecją, lecz Karol XII jako warunek wstępny do rozmów przedstawił żądanie detronizacji Augusta II, który był jednocześnie elektorem saskim. Po fiasku rozmów Karol XII kontynuował pochód przez terytorium Rzeczypospolitej, zajmując w maju 1702 r. Warszawę. Stało się to przyczyną niesłusznych oskarżeń, jakie szlachta wysuwała wobec Lipskiego o tajemne porozumienie z królem szwedzkim.
Po powrocie Lipski został oskarżony o zdradę i rozsiekany szablami przez szlachtę za przemówienie adresowane do Karola XII wkraczającego do Kalisza.
Według innej wersji, 21 sierpnia 1702 na zjeździe pospolitego ruszenia w Gorzycach koło Sandomierza doszło do tumultu, na którym grupa szlachty sandomierskiej, wysuwając wobec Lipskiego oskarżenia o zdradę, rozsiekała go szablami.
W następstwie Lipski zmarł od ciężkich ran.